# Тралокинумаб
Тралокинумаб — лекарственный препарат, моноклональное антитело для лечения атопического дерматита. Одобрен для применения: EU, США (2021).  Тралокинумаб — это пероральный препарат, предназначенный для блокирования действия эндотелина, естественного вещества в организме, которое сужает кровеносные сосуды. Ингибируя эндотелин, тралокинумаб помогает расслабить кровеносные сосуды, улучшая кровоток и снижая нагрузку на сердце и легкие.

## Механизм действия
Ингибитор IL-13. 
Тралокинумаб является моноклональным антителом IgG4 человека. Тралокинумаб специфически с высокой аффинностью связывается с ИЛ-13, ингибируя его взаимодействие с рецептором ИЛ-13 и тем самым нейтрализуя биологическую активность цитокина. Способствует восстановлению кожного барьера и снижению воспаления кожи.

## Исследования
Исследование тралокинумаба фазы IIb показало, что лечение было связано с ранним и устойчивым улучшением симптомов атопического дерматита, а тралокинумаб имел приемлемый профиль безопасности и переносимости, что свидетельствует о нацеливании на ИЛ-13 у пациентов с атопическим дерматитом.
Согласно другому исследованию, терапия тралокинумабом превосходила плацебо на 16-й неделе лечения и хорошо переносилась до 52-й недели лечения без каких-либо препаратов для экстренной помощи.
В клинических исследованиях тралокинумаб хорошо переносился при лечении пациентов с бронхиальной астмой от умеренной до тяжелой степени. Профиль безопасности при длительном лечении тралокинумабом соответствовал таковому в начальный период лечения; частота событий не увеличивалась со временем.

## Показания
- Атопический дерматит у взрослых пациентов при недостаточном ответе на терапию топическими лекарственными препаратами или в случае, когда такие препараты не рекомендованы к применению[9].
- В Соединенных Штатах тралокинумаб показан для лечения атопического дерматита средней и тяжелой степени у взрослых, чье заболевание недостаточно контролируется местной терапией, отпускаемой по рецепту, или когда такая терапия не рекомендуется.

## Противопоказания
- Гиперчувствительность

## Способ применения
подкожная инъекция.